# Aeon GT3

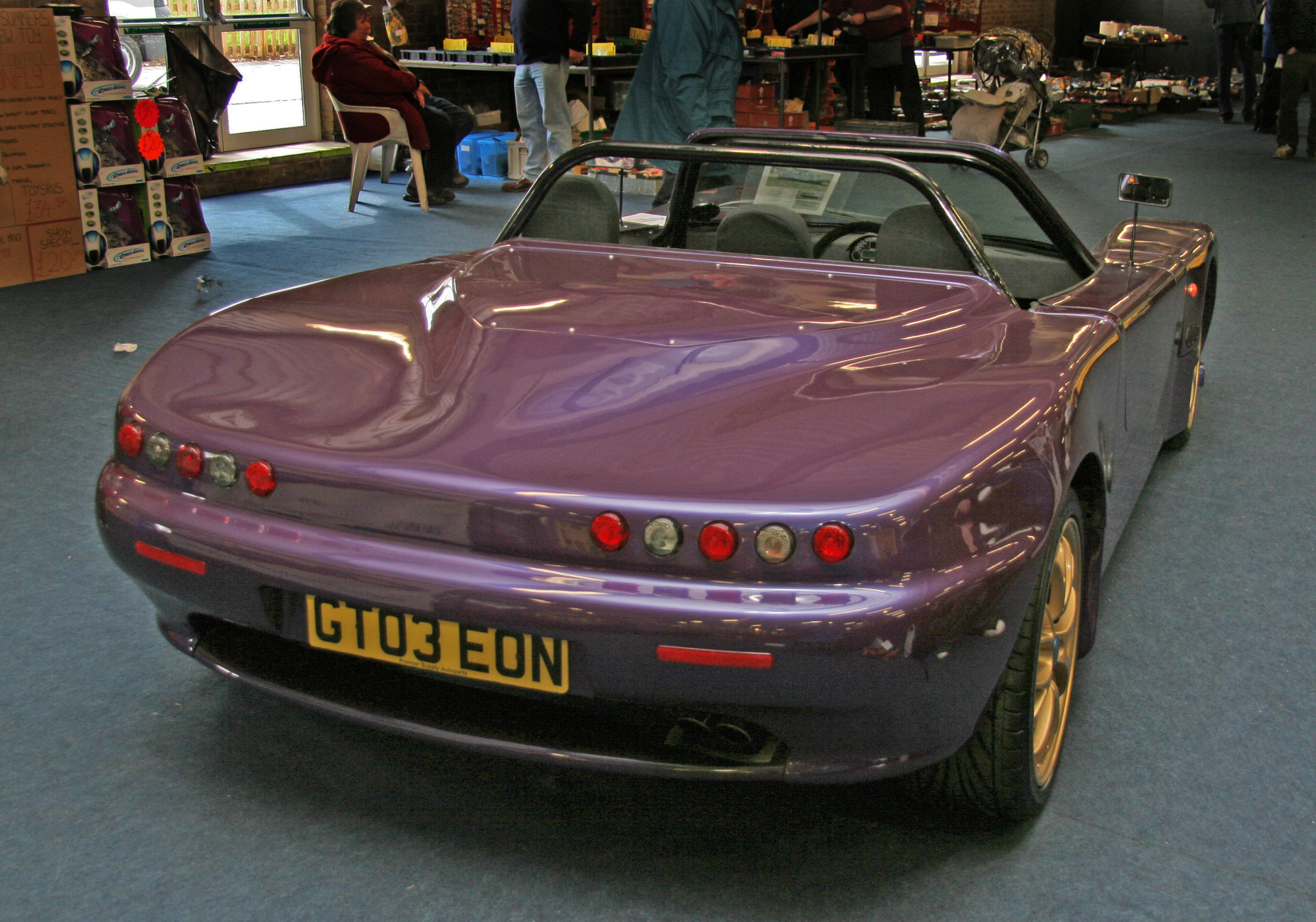
Version spyder.

Pour les articles homonymes, voir GT3.
L'Aeon GT3 est une automobile sportive légère (seulement 720 kg) produite par l'artisan britannique Aeon Sportscars depuis 2003. La GT3 est disponible en trois types de carrosserie: coupé, spyder ou bien barquette.
Le client pourra soit la faire assembler par le constructeur, soit se la faire livrer en kit et la construire lui-même.
Côté motorisation sont disponibles deux 4 cylindres Ford Zetec ou Duratec, un 4 cylindres Audi avec turbo ou un V6 Ford Duratec,. Plus récemment, le 1.6 Ford Ecoboost a fait son entrée dans la gamme.
La voiture peut accueillir 2 à 3 passagers selon les versions.
Une deuxième génération est prévue pour 2018 avec l'utilisation de mécaniques Ford plus écologiques.